# Operation Julin
Die Operation Julin war eine Serie von acht US-amerikanischen Kernwaffentests, die 1991 und 1992 auf der Nevada Test Site in Nevada durchgeführt wurde. Es ist die bisher letzte Kernwaffentestserie, die von den USA durchgeführt wurde.

## Die einzelnen Tests der Julin-Serie
| # | Bombe                                    | Datum / Zeit (GMT)           | Testgelände                | Testart | Sprengkraft          | Anmerkungen                                                 |
| - | ---------------------------------------- | ---------------------------- | -------------------------- | ------- | -------------------- | ----------------------------------------------------------- |
| 1 | Lubbock                                  | 18. Oktober 1991 19:12 Uhr   | Area 3mt                   | Schacht | 20 bis 150 kT        |                                                             |
| 2 | Bristol                                  | 26. November 1991 18:35 Uhr  | Area 4av                   | Schacht | <20 kT               |                                                             |
| 3 | Junction                                 | 26. März 1992 16:30 Uhr      | Area 19bg                  | Schacht | 20 bis 150 kT        |                                                             |
| 4 | Diamond Fortune                          | 30. April 1992 16:30 Uhr     | Area 12p.05                | Tunnel  | <20 kT               |                                                             |
| 5 | Victoria                                 | 19. Juni 1992 16:45 Uhr      | Area 3kv                   | Schacht | <20 kT               |                                                             |
| 6 | Galena-Yellow Galena-Orange Galena-Green | 23. Juni 1992 15:00 Uhr      | Area 9cv Area 9cv Area 9cv | Schacht | <20 kT <20 kT <20 kT | Simultanzündung verschiedener Bomben in einem Schacht       |
| 7 | Hunters Trophy                           | 18. September 1992 17:00 Uhr | Area 12n.24                | Tunnel  | <20 kT               |                                                             |
| 8 | Divider                                  | 23. September 1992 15:04 Uhr | Area 3ml                   | Schacht | <20 kT               | Bisher letzte von den USA durchgeführte Kernwaffenexplosion |